# Stellidia pygmaea
Stellidia pygmaea là một loài bướm đêm trong họ Erebidae.